# لاسلو برتی
لاسلو برتی (انگلیسی: László Berti; ۲۴ ژوئن ۱۸۷۵ – ۲۳ ژوئن ۱۹۵۲) شمشیرباز اهل مجارستان بود.
وی در مسابقات کشوری و بین‌المللی در مجموع برندهٔ ۱ مدال طلا، ۱ مدال نقره، ۱ مدال برنز شده‌است.